# Жива вода (Зона сутінків)
Жива вода (лат. Aqua Vita) — другий сегмент 2-го епізоду 2-го сезону телевізійного серіалу «Зона сутінків».

## Сюжет
Сорокарічна телеведуча Крісті в день свого народження приїжджає додому з роботи та дивується, помітивши у своєму помешканні велику кількість гостей. Після веселої вечірки, організатором якої виступив чоловік Крісті, іменинниця, однак, продовжує перебувати в депресивному стані, пов'язаному з кризою середнього віку. Крісті ділиться своїми негативними думками з чоловіком, однак він запевняє, що любить її, незважаючи ні на що.
Одного дня, незадовго до початку телевізійного випуску новин, Крісті заходить до робочого кабінету своєї подруги Шауни, також телеведучої, та ділиться з нею своїми сумними думками. Крісті спочатку не вірить, що її подрузі стільки ж, скільки і їй, оскільки Шауна виглядає набагато молодшою за свій вік, однак переконується в цьому після того, як Шауна показує їй свої документи. Подруга пропонує Крісті випити води та протягує їй невелику ємність, однак остання навідріз відмовляється, не знаючи, що це — не звичайна, а жива вода, яка здатна омолодити зовнішність будь-якої людини. Через деякий час, дізнавшись про чудодійну воду, Крісті встановлює в себе спеціальний апарат за допомогою кур'єра, який також користується цією водою та виглядає молодим, хоча насправді має вже досить поважний вік. Під час продажу води діє акція: перша ємність із нею надається безкоштовно. Після першої порції Крісті дійсно починає виглядати значно молодшою, її чоловік приходить у захват, побачивши разючі позитивні зміни в її зовнішності. Однак під час поїздки у віддалену провінційну місцевість на Крісті чекає неприємний сюрприз: подивившись на себе в дзеркало, вона помічає, що не тільки повернула свій вік, а й стала виглядати значно старшою. Це — побічний ефект «живої води», про який ніхто не попереджав жінку. Крісті починає панікувати та збирається їхати додому, однак побічний ефект проходить після того, як вона випиває чергову склянку цієї рідини, — жінка знову починає молодо виглядати та одразу заспокоюється.
Після того, як закінчується перша порція води, Крісті замовляє наступну. Цього разу на жінку знову чекає неприємна несподіванка: кур'єр повідомляє, що одна стандартна порція цієї води коштує п'ять тисяч доларів. Крісті перебуває в розпачі, адже ціна для неї є занадто високою, її статки не дозволять регулярно вживати цю рідину. А в «живої» води, яку пропонує кур'єр, є одна властивість — якщо вживати її нерегулярно або повністю перервати вживання, то людина втрачає «молодість» та починає виглядати навіть старшою за свій вік. Вода в неї ще залишається, однак жінка виглядає досить старою. Наприкінці епізоду чоловік Крісті також випиває склянку «живої» води та перетворюється зовні на літнього чоловіка, після чого подружжя продовжує жити повноцінним життям.

## Завершальна оповідь
«Звісно, що існує „фонтан юності“, але не той, про який мріяв Понсе де Леон. Цей „фонтан юності“ розташований в людському серці, та його цілющі властивості неоціненні. Оаза вічної свіжості, яка пульсує у витоках вод Зони сутінків».

## Цікаві факти
- Епізод не має оповіді на початку.
- Актор Крістофер Макдональд, який зіграв роль кур'єра, знявся також у дев'ятнадцятому епізоді першого сезону нової «Зони сутінків» під назвою «Mr. Motivation».
- Термін «Aqua Vita» широко вживався в період Середньовіччя для визначення розбавленого етилового спирту.

## Ролі виконують
- Мімі Кеннеді — Крісті Копперфільд
- Джозеф Гакер — Марк
- Аманда Горан Кеннеді — Шауна
- Крістофер Макдональд — кур'єр
- Мартін Дойл — редактор новин
- Боб Делегалл — менеджер по продажам
- Джон ЛеМей — Тед

## Прем'єра
Прем'єрний показ епізоду відбувся в США та Великій Британії 4 жовтня 1986.